# Rejestracja obrazu

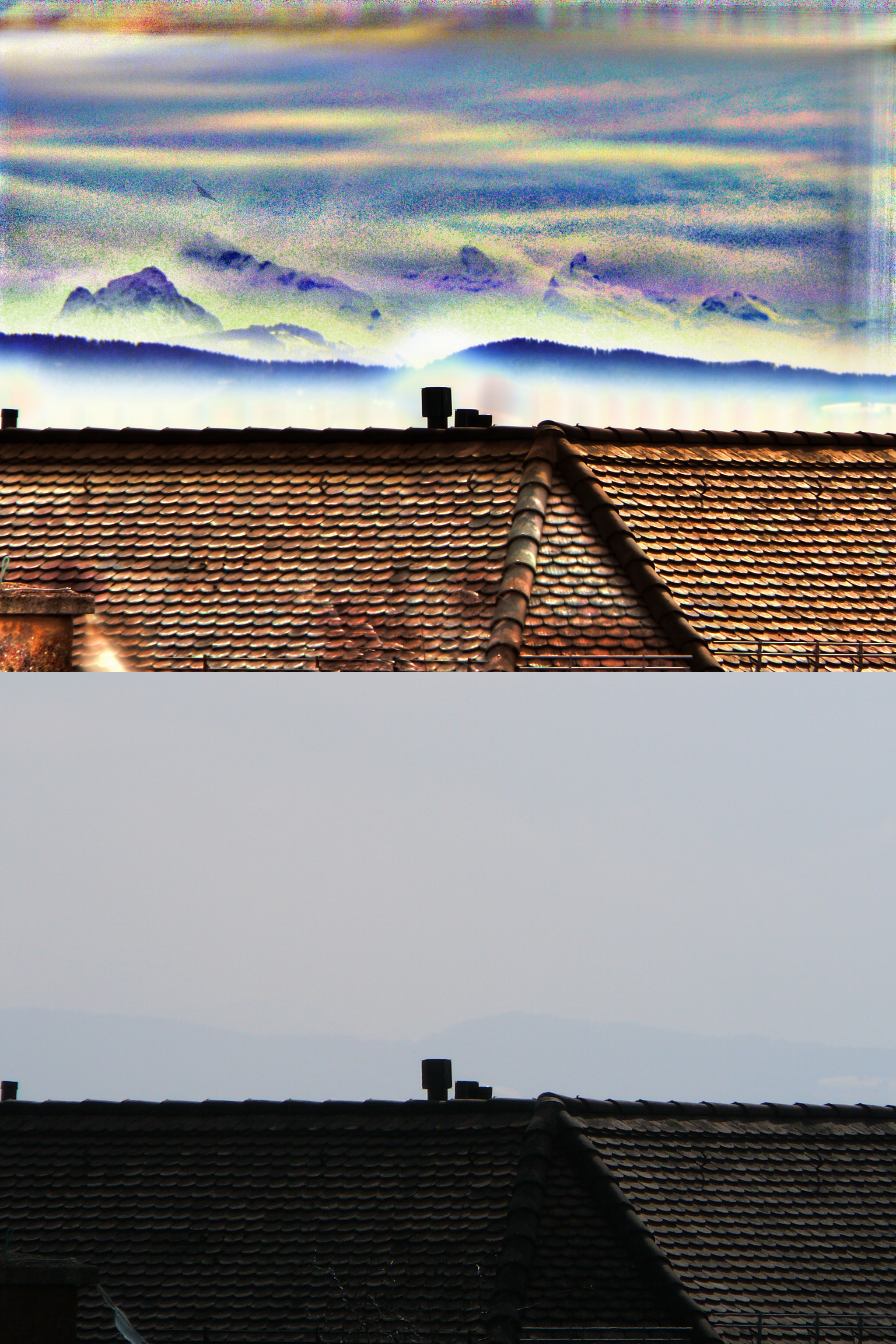

Rejestracja obrazu (in. nakładanie obrazów) – proces przenoszenia kilku zbiorów danych do jednego układu współrzędnych. Wykorzystywana w obrazowaniu medycznym, widzeniu komputerowym, automatycznym wykrywaniu celu w systemach wojskowych, przetwarzaniu i analizie danych i obrazów z satelitów. Rejestracja jest konieczna, aby porównać lub połączyć dane otrzymane w różny sposób (np. w dwóch różnych modalnościach obrazowania medycznego, np. CT i PET).
Przykładowe dane, które są poddawane rejestracji:
- kilka fotografii (np. wykonane z różnymi parametrami akwizycji), tak aby wydobyć informacje z różnych planów,
- dane z różnych czujników,
- dane otrzymane w różnych chwilach czasowych,
- dane otrzymane z różnych punktów widzenia.